# Iphicrates
Iphicrates (Oudgrieks Ἰφικράτης / Ifikrates) was een Atheense veldheer en huurlingencommandant, die leefde in de eerste helft van de 4e eeuw v.Chr.

## Biografie
Tijdens de Korinthische Oorlog voerde hij sinds 393 v.Chr. het bevel over de huursoldaten die Conon had aangeworven. Hij wist hen te drillen en op te leiden tot een gedisciplineerd peltastencorps, waarmee hij succesvolle expedities op de Peloponnesos ondernam. Hij vernietigde in 390 v.Chr. een Spartaanse legereenheid en streed tussen 388 v.Chr. en 387 v.Chr. aan de Hellespont. Na de Vrede van Antalcidas was Iphicrates commandant van een huurlingenleger in Thracië. Daar trouwde hij met de dochter van koning Cotys. Daarna trok hij naar Syrië, waar hij in 374 v.Chr. aan de zijde van de Perzen vocht tegen Egyptische opstandelingen.
In 373 v.Chr. keerde hij naar zijn vaderstad Athene terug, en reeds het volgende jaar bevrijdde hij Corcyra (huidig Korfoe van een Spartaanse bezettingsmacht. In 370/369 v.Chr. slaagde hij er echter niet in Epaminondas en de Thebanen uit de Peloponnesus te weren. Ook zijn pogingen om Amphipolis voor de Atheners te heroveren (367-365 v.Chr.) waren tot mislukken gedoemd. Toen Iphicrates om die reden niet meer als strategos herkozen werd, trok hij zich verontwaardigd terug op zijn bezittingen in Thracië.
Bij het begin van de Attische Bondgenotenoorlog (357-355 v.Chr.) werd hij opnieuw tot Atheens strategos gekozen, maar omwille van zijn weifelend optreden werd hij door zijn ambtsgenoot Chares van verraad beschuldigd. Iphicrates werd echter vrijgesproken en overleed kort daarop.

## Een oordeel
Als militair droomde Iphicrates van het herstel van de Atheense hegemonie. In de krijgsgeschiedenis geniet hij bekendheid als de veldheer die voor het eerst de grote tactische voordelen van een beweeglijk peltastencorps inzag en uitbuitte.
 Portaal Oudheid · Athene · Geschiedenis van Griekenland · Geschiedenis van Athene
- Gemeinsame Normdatei: 119382938
- Système universitaire de documentation: 08336451X
- Virtual International Authority File: 3279383
- WorldCat: E39PBJc3K7y7Cwqgp8qYgvPhHC